# Cetopsorhamdia picklei

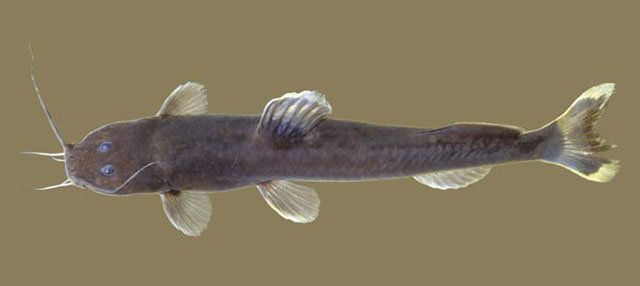

El Bagre Cinchado de los Andes “Cetopsorhamdia picklei"   también denominado, bagrecito y  Andean barred catfish. Es especie endémica de los Andes de Colombia y Venezuela. Habita tanto en aguas que tienen pendiente fuerte, de escorrentía rápida y con profundidad menor de un metro, como en otras de corriente escasa con oquedades entre grandes piedras que le sirven de refugio. Esta especie está categorizada En Peligro según el Libro Rojo de la Fauna Venezolana

## Morfología
El Bagre Cinchado de los Andes es un pez de talla pequeña que alcanza máximos de hasta 20 cm de longitud total. Tiene el cuerpo alargado y comprimido en la parte posterior, de color marrón oscuro en la cabeza, el dorso más claro hacia el vientre y una franja blanca que rodea la cabeza, la cual es más prolongada que ancha y presenta una depresión pequeña entre los ojos. Porta un par de barbillas maxilares largas y dos pares más cortos en el mentón. Su hocico es proyectado y muestra un surco característico bajo el ojo.

## Situación
En Venezuela no se conocen estimados poblacionales de la especie, aunque se reporta como disminuida en toda su área.  Su hábitat está amenazado por el deterioro ambiental producto de actividades agrícolas y urbanas, a lo cual se suma el elevado riesgo de catástrofes naturales. El Bagre Cinchado de los Andes  se considera como un animal  En Peligro según el Libro Rojo de Fauna Venezolana por el tamaño muy reducido de sus poblaciones y la intervención intensa de las cuencas donde habita, mientras que en Colombia clasifica como Vulnerable.

## Amenazas
Entre las amenazas que enfrenta el Bagre Cinchado  se reporta la disminución  en la calidad tanto de los suelos como de las aguas altoandinas, debido principalmente al mal uso de pesticidas y fertilizantes empleados en la agricultura, así como a la contaminación proveniente de agrupaciones humanas asentadas en sus márgenes. Su talla mediana y su baja densidad poblacional hacen que carezca de importancia comercial, sin embargo, en la región media de la cuenca del río Chama, occidente venezolano se pesca con anzuelos para el consumo de subsistencia.

## Conservación
En Venezuela, no existen regulaciones específicas para la conservación de la especie. Se sugiere realizar más estudios sobre su biología y ecología, con el objeto de aumentar el conocimiento de su historia natural, para así estimar tamaños poblacionales y verdadero estatus de conservación. Se recomienda la protección inmediata de alguna de sus áreas de distribución natural.